# Lucio Mummio Felice Corneliano
Lucio Mummio Felice Corneliano (in latino: Lucius Mummius Felix Cornelianus; fl. 218-237) è stato un politico romano, senatore dell'Impero.
Era membro della famiglia dei Felices, originaria dell'Italia o della parte occidentale dell'Impero (forse della Spagna), che ascese al patriziato nella prima metà del III secolo.
Un'iscrizione incisa prima del 235 ne descrive la carriera fino alla pretura. Felice fu Decemvir stlitibus iudicandi intorno al 218, sevir equitum Romanorum turmae II ("due volte comandante di uno squadrone di cavalleria romana"), candidato dell'imperatore alla questura intorno al 225, tribuno della plebe nel 227 e candidato imperiale alla pretura intorno al 230. Esercitò il consolato nel 237. Per ordine di Valeriano difese la città di Bisanzio nel 256-257 dalle incursioni dei Goti.